# Lijst van beelden in Houten
Dit is een (onvolledige) chronologische lijst van beelden in de gemeente Houten. Onder een beeld wordt hier verstaan elk driedimensionaal kunstwerk in de openbare ruimte van de Nederlandse gemeente Houten, waarbij beeld wordt gebruikt als verzamelbegrip voor sculpturen, standbeelden, installaties, gedenktekens en overige beeldhouwwerken.
Voor een volledig overzicht van de beschikbare afbeeldingen zie: Beelden in Houten op Wikimedia Commons.
| Geplaatst       | Omschrijving                                                | Kunstenaar                        | Straat | Plaats                             | Materiaal                              | Afbeelding                                  |
| --------------- | ----------------------------------------------------------- | --------------------------------- | --- | ---------------------------------- | -------------------------------------- | ------------------------------------------- |
| 1635            | Soli Deo Gloria (Poortje van het voormalige kasteel Wulven) | Onbekend                          | Het Kant                                                                                                  | Houten                             | Natuursteen                            |                                             |
| 1948            | Gedenksteen 1940-1945                                       | Willem van Kuilenburg             | Jonkheer Ramweg                                                                                           | Schalkwijk                         | Natuursteen                            | Gedenksteen 1940-1945                       |
| 1957            | Heilige Familie (sgrafitto?)                                | Onbekend                          | Loerikseweg, Van Harteschool                                                                              | Houten                             |                                        |                                             |
| 1978            | Stalen deur                                                 | Harry op de Laak                  | Lupineoord 4-6                                                                                            | Houten                             | Roestvast staal                        | Stalen deur                                 |
| 1980            | Keramische boom                                             | Harry op de Laak                  | De Slinger 3                                                                                              | Houten                             | Keramiek                               | Keramische boom                             |
| 1981            | De appelplukker                                             | Willy Albers Pistorius-Fokkelman  | Hollandsspoor 22                                                                                          | Houten                             | Brons                                  | De appelplukker                             |
| 1982            | De vogelboom                                                | Sybille Sänger                    | Hoek van de Wielewaalhaag/Schonenburgseind                                                                | Houten                             | Keramiek                               | De vogelboom                                |
| 1984            | Mijn baas en ik                                             | Marijke Ravenswaaij-Deege         | Het Rond                                                                                                  | Houten                             | Brons                                  | Mijn baas en ik                             |
| 1987 - 1988     | Fontein                                                     | Yvonne Kracht                     | Het Kant                                                                                                  | Houten                             | RVS, natuursteen en beton              | De Spuiter                                  |
| 1988            | Dartelend stiertje                                          | Pieter d'Hont                     | Plantsoen Kloostergaarde                                                                                  | Schalkwijk                         | Brons en graniet                       | Dartelend stiertje                          |
| 1989            | Komen en gaan                                               | Tineke Bot                        | Waalseweg 79                                                                                              | Tull en 't Waal                    | Brons                                  |                                             |
| 1989            | Zonder titel                                                | Gerda Kruimer                     | Het Kant 2, trappehuis in het gemeentehuis                                                                | Houten                             | Acrylverf                              |                                             |
| 1989            | Klavertje vier                                              | Jos Spanbroek                     | Eggeveld 4                                                                                                | Houten                             | Beschilderd ijzer                      |                                             |
| 1989            | Zonder titel                                                | Anke van der Weer-Engelsen        | Het Kant 2, hal in het gemeentehuis                                                                       | Houten                             | IJzerdraad en textiel                  | Hangplastiek 1 · Hangplastiek 2             |
| 1990            | Zittende vrouw                                              | Elselien van der Graaf            | Tuurdijk                                                                                                  | 't Goy                             | Brons                                  | Zittende vrouw                              |
| 1992            | Eerste steen gemeentehuis                                   | Marijn te Kolsté                  | Onderdoor                                                                                                 | Houten                             | Graniet en brons                       | Eerste steen gemeentehuis                   |
| 1994            | c.y.f. (in de volksmond buizensymfonie)                     | Lucien den Arend                  | Uitzichtheuvel in het Imkerpark                                                                           | Houten                             | Roestvast staal                        | c.y.f.                                      |
| 1994            | Landmark Houten                                             | Tom Postma en Alexander Schabracq | De Rede                                                                                                   | Houten                             | ijzer, kunststof; neonlampen           |                                             |
| 1994            | Kikkers en salamanders                                      | Onbekend                          | De Slinger                                                                                                | Houten                             | Brons, koper en beton                  |                                             |
| 1997            | Het Koninginnehuis                                          | Marijn te Kolsté                  | Alle woonhuizen in de wijk Loerik I in Houten eindigend op ‘land’ en sommige straten op ‘tuin’ of 'spoor' | Houten                             | Baksteen en verf                       | Baksteen met tekst "Koninginne huis Loerik" |
| 1998            | Plastiek voor geaccenditeerd landschap                      | Tony Andreas                      | Kooikersplas                                                                                              | Houten                             | Aluminium                              |                                             |
| 1998            | De sprong                                                   | Klaas van den Berg                | Plantsoen Wolvenakker                                                                                     | Houten                             | Brons op betonnen sokkel               |                                             |
| 1998            | De dansers                                                  | Klaas van den Berg                | Molenaarswerf                                                                                             | Houten                             | Brons                                  | De Dansers · De Dansers                     |
| 1998            | De haan                                                     | Coba de Graaf-Koster              | Imkerspark                                                                                                | Houten                             | Brons                                  | De haan                                     |
| 1998            | De wasvrouw                                                 | Roel Visser                       | Brink | Schalkwijk                         | Brons en geverfd hout                  | De wasvrouw                                 |
| 2000            | De hensbeker                                                | Godelieve Smulders                | Rotonde De Koppeling/De Molen/Het Spoor                                                                   | Houten                             | Brons en wilgentakken                  |                                             |
| 2001            | Meerkikker                                                  | Hennie van Leeuwen                | Hoek Duinmeer en Stuwmeer                                                                                 | Houten                             | Brons                                  | Meerkikker                                  |
| 2002            | Hier                                                        | Marc Ruygrok                      | Kruising Kooikerspad en Geerpad                                                                           | Houten                             | Gebronsd messing over een houten frame | Hier                                        |
| 2003            | Landingsbaan voor buitenaardse culturen                     | Martijn Riebeek                   | Rotondes op De Staart, aan weerszijden van de A27                                                         | RVS, gekleurd asfalt, gecoat beton | Brons, steen en ijzer                  |                                             |
| 2004, april     | Kralensnoer                                                 | Marijn te Kolsté                  | t.h.v. De Loericker Stee, Hollandsspoor                                                                   | Houten                             | Beton en gepoedercoat staal            | Kralensnoer                                 |
| 2004, 20 mei    | De steur                                                    | Marijn te Kolsté                  | Marckenburgherpad                                                                                         | Schalkwijk                         | Brons en gras                          | De steur                                    |
| 2005            | Opvliegende eenden                                          | Willy Albers Pistorius-Fokkelman  | Imkerseind                                                                                                | Houten                             | Brons, steen en ijzer                  | Opvliegende eenden                          |
| 2005, mei       | Vrouw aan de Hoogdijk                                       | Marijn te Kolsté                  | Hoogdijk                                                                                                  | 't Goy                             | Brons                                  |                                             |
| 2005, mei       | De vrouwen van Wickenburgh                                  | Marijn te Kolsté                  | Wickenburghseweg 15                                                                                       | 't Goy                             | Cortenstaal                            | De vrouwen van Wickenburgh                  |
| 2006, september | De libelle                                                  | Klaas van den Berg                | Het Spoor                                                                                                 | Houten                             | Brons, gegalvaniseerd staal en RVS     | De libelle                                  |
| 2006, oktober   | Het Lichtpad                                                | Marijn te Kolsté                  | Lobbendijk 1                                                                                              | Houten                             | RVS strips in gebroken stoeptegels     | Lichtpad                                    |
| 2010            | De Romeinse Tijd                                            | Marijn te Kolsté                  | Waterveste                                                                                                | Houten                             | Brons                                  | De Romeinse Tijd                            |
| Onbekend        | Zonder titel                                                | Onbekend                          | Beusichemseweg 51                                                                                         | 't Goy                             | Keramiek                               |                                             |